# 阮福晉
阮福晉（越南语：／，1799年3月21日—1854年7月17日），又名阮福㫜（越南语：／），越南阮朝嘉隆帝第七子，生母昭儀阮有氏田。

## 生平
嘉隆十六年（1817年），受封為延慶公（越南语：／）。史書記載他性格寬厚，做事豪放，明命初年，曾因私自向侍中施行笞刑而被明命帝責備，自此以後他行為改善，同時努力學習，令明命帝對他改觀；而明命帝的兒子紹治帝也與他很親近，臨駕崩前更加封阮福晉的母親為昭儀。嗣德三年（1850年），獲賜一條篷船。嗣德五年（1852年），阮福晉母親去世，阮福晉哀痛過甚，因而患病，不久病情加重。嗣德七年（1854年）夏，阮福晉去世，壽五十六歲。
阮福晋死後，嗣德帝親自寫輓詩拜祭他，追贈為延慶王（越南语：／），諡恭正。以安葬建安王阮福旲的儀式安葬他，並命寧順公阮福綿宜前往賜茶酒。

## 子女
阮福晉有20子28女。明命帝為其後裔制定了二十字藩系詩，阮福晉子孫名字第一字需要按照藩系詩，第二字則按土、金、水、木、火的五行順序起名。
- 長子阮福延域，紹治三年（1843年）恩封慕澤亭侯，嗣德六年去世。
  - 長孫阮福會錤，同慶年間為延慶縣侯。
- 次子阮福延堤。
- 子阮福延堞，同慶年間過繼給安慶公阮福㫕為子，改名阮福欽墭。